# Jean-Claude Franck
Jean-Claude Franck (ur. 22 września 1940) – belgijski kierowca wyścigowy.

## Kariera
Karierę rozpoczynał na początku lat 60., startując w Formule Junior na samochodzie Lova. W 1962 roku korzystał ponadto z Lotusa 18. Od 1963 roku startował Cooperem w barwach zespołu Belgian Racing Team. Wygrał wówczas zawody na torze Bernauer Schleife (NRD) oraz wyścig Coupe Benelux na torze Zandvoort. W 1964 roku w barwach zespołu Paula Swaelensa zwyciężył w wyścigu Eifelrennen. W późniejszych latach ścigał się również samochodami Lola i Brabham.
W 1965 roku rywalizował sportowym Ferrari 250 LM w wyścigach długodystansowych. W tamtym roku został również członkiem zespołu René Bonnet Belgium, który wysłał zgłoszenie na wyścig 24h Le Mans, wyrażając chęć startu Matrą Djet; zgłoszenie to zostało jednak odrzucone. Na początku lat 70. ścigał się Alfą Romeo i Fordem w wyścigach długodystansowych, zajmując m.in. trzecie miejsce w wyścigu 6h Nürburgring w 1972 roku. Uczestniczył również w seriach DRM oraz ETCC.

## Wyniki
| Legenda oznaczeń w tabelach wyników Wyświetl szablon na nowej stronie | Legenda oznaczeń w tabelach wyników Wyświetl szablon na nowej stronie                                                                     |
| Oznaczenie                                                            | Wyjaśnienie |
| --------------------------------------------------------------------- | --- |
| Złoty                                                                 | Zwycięzca lub mistrzostwo |
| Srebrny                                                               | 2. miejsce lub wicemistrzostwo |
| Brązowy                                                               | 3. miejsce lub II wicemistrzostwo |
| Zielony                                                               | Ukończył, punktował (w klasyfikacji generalnej, gdy zdobył co najmniej jeden punkt na przestrzeni sezonu, poza trzema powyższymi opcjami) |
| Niebieski                                                             | Ukończył, nie punktował (w klasyfikacji generalnej, gdy nie zdobył co najmniej jednego punktu na przestrzeni sezonu)                      |
| Czerwony                                                              | Nie zakwalifikował się (NZ) |
| Czerwony                                                              | Nie prekwalifikował się (NPK) |
| Różowy                                                                | Nie ukończył (NU) |
| Różowy                                                                | Niesklasyfikowany (NS) (w klasyfikacji generalnej, gdy nie został sklasyfikowany w żadnym wyścigu sezonu)                                 |
| Czarny                                                                | Zdyskwalifikowany (DK) |
| Czarny                                                                | Wykluczony (WYK/EX) |
| Biały                                                                 | Nie wystartował (NW) |
| Biały                                                                 | Kontuzjowany (K/INJ) |
| Biały                                                                 | Wyścig odwołany (OD/C) |
| Bez koloru                                                            | Został wycofany (WYC/WD) |
| Bez koloru                                                            | Nie przybył (NP/DNA) |
| Bez koloru                                                            | Nie brał udziału w treningach (NT/DNP) |
| Bez koloru                                                            | Nie został zgłoszony (–) |
| Pogrubienie                                                           | Start z pole position |
| Kursywa                                                               | Najszybsze okrążenie wyścigu |
| †                                                                     | Nie ukończył, ale jego rezultat został zaliczony ze względu na przejechanie więcej niż 90% dystansu wyścigu.                              |
| *                                                                     | Sezon w trakcie |
| 1/2/3                                                                 | Punktowana pozycja w sprincie kwalifikacyjnym                                                                                             |
| Lista systemów punktacji Formuły 1                                    | |

### Niemiecka Formuła Junior
| Rok  | Zespół              | Samochód   | Silnik | Wyniki w poszczególnych eliminacjach | Wyniki w poszczególnych eliminacjach | Wyniki w poszczególnych eliminacjach | Wyniki w poszczególnych eliminacjach | Wyniki w poszczególnych eliminacjach | Wyniki w poszczególnych eliminacjach | Wyniki w poszczególnych eliminacjach | Wyniki w poszczególnych eliminacjach | Wyniki w poszczególnych eliminacjach | Pkt. | Msc. |
| ---- | ------------------- | ---------- | ------ | ------------------------------------ | ------------------------------------ | ------------------------------------ | ------------------------------------ | ------------------------------------ | ------------------------------------ | ------------------------------------ | ------------------------------------ | ------------------------------------ | ---- | ---- |
| 1963 |                     |            |        |                                      |                                      |                                      |                                      |                                      |                                      |                                      |                                      |                                      | 0    | NS   |
| 1963 | Belgian Racing Team | Cooper T67 | Ford   | NU                                   | –                                    | –                                    | –                                    | –                                    | –                                    | –                                    | –                                    | –                                    | 0    | NS   |

### Wschodnioniemiecka Formuła Junior
| Rok  | Zespół              | Samochód   | Silnik | Wyniki w poszczególnych eliminacjach | Wyniki w poszczególnych eliminacjach | Wyniki w poszczególnych eliminacjach | Wyniki w poszczególnych eliminacjach | Wyniki w poszczególnych eliminacjach | Wyniki w poszczególnych eliminacjach | Pkt. | Msc. |
| ---- | ------------------- | ---------- | ------ | ------------------------------------ | ------------------------------------ | ------------------------------------ | ------------------------------------ | ------------------------------------ | ------------------------------------ | ---- | ---- |
| 1963 |                     |            |        |                                      |                                      |                                      |                                      |                                      |                                      | 0    | NS   |
| 1963 | Belgian Racing Team | Cooper T67 | Ford   | –                                    | 1                                    | –                                    | 2                                    | –                                    | –                                    | 0    | NS   |